# Martin Højbjerg
Martin Dannervig Højbjerg (født 14. juli 1993) er en dansk ishockeyspiller. Han spiller i øjeblikket for Aalborg Pirates.

## Biografi
Martin er født og opvokset i Frederikshavn og spillede i Frederikshavn IK som ungdomsspiller.
Hans tvillingebror Mikkel Højbjerg er også ishockeyspiller.

## Metal Ligaen

### Frederikshavn White Hawks

#### Sæsonen 2009-10[2]
| Grundspil     | Grundspil | Grundspil | Grundspil   | Grundspil           |
| Kampe spillet | Mål       | Assists   | Point i alt | Udvisnings minutter |
| ------------- | --------- | --------- | ----------- | ------------------- |
| 34            | 1         | 3         | 4           | 10                  |
| Slutspil      |           |           |             |                     |
| Kampe spillet | Mål       | Assists   | Point i alt | Udvisnings minutter |
| 11            | 0         | 2         | 2           | 4                   |

#### Sæsonen 2010-11[2]
| Grundspil     | Grundspil | Grundspil | Grundspil   | Grundspil           |
| Kampe spillet | Mål       | Assists   | Point i alt | Udvisnings minutter |
| ------------- | --------- | --------- | ----------- | ------------------- |
| 34            | 6         | 4         | 10          | 4                   |
| Slutspil      |           |           |             |                     |
| Kampe spillet | Mål       | Assists   | Point i alt | Udvisnings minutter |
| 10            | 1         | 1         | 2           | 6                   |

### Rødovre Mighty Bulls

#### Sæsonen 2013-14[2]
| Grundspil     | Grundspil | Grundspil | Grundspil   | Grundspil           |
| Kampe spillet | Mål       | Assists   | Point i alt | Udvisnings minutter |
| ------------- | --------- | --------- | ----------- | ------------------- |
| 12            | 2         | 2         | 4           | 6                   |
| Slutspil      |           |           |             |                     |
| Kampe spillet | Mål       | Assists   | Point i alt | Udvisnings minutter |
| 7             | 0         | 1         | 1           | 4                   |

#### Sæsonen 2014-15[2]
| Grundspil     | Grundspil | Grundspil | Grundspil   | Grundspil           |
| Kampe spillet | Mål       | Assists   | Point i alt | Udvisnings minutter |
| ------------- | --------- | --------- | ----------- | ------------------- |
| 36            | 5         | 17        | 22          | 30                  |
| Slutspil      |           |           |             |                     |
| Kampe spillet | Mål       | Assists   | Point i alt | Udvisnings minutter |
| 5             | 1         | 3         | 4           | 6                   |

#### Sæsonen 2015-16[2]
| Grundspil     | Grundspil | Grundspil | Grundspil   | Grundspil           |
| Kampe spillet | Mål       | Assists   | Point i alt | Udvisnings minutter |
| ------------- | --------- | --------- | ----------- | ------------------- |
| 28            | 6         | 10        | 16          | 10                  |
| Slutspil      |           |           |             |                     |
| Kampe spillet | Mål       | Assists   | Point i alt | Udvisnings minutter |
| -             | -         | -         | -           | -                   |

### Aalborg Pirates

#### Sæsonen 2016-17[2]
| Grundspil     | Grundspil | Grundspil | Grundspil   | Grundspil           |
| Kampe spillet | Mål       | Assists   | Point i alt | Udvisnings minutter |
| ------------- | --------- | --------- | ----------- | ------------------- |
| 33            | 14        | 10        | 24          | 26                  |
| Slutspil      |           |           |             |                     |
| Kampe spillet | Mål       | Assists   | Point i alt | Udvisnings minutter |
| 7             | 0         | 2         | 2           | 10                  |

#### Sæsonen 2017-18[2]
| Grundspil     | Grundspil | Grundspil | Grundspil   | Grundspil           |
| Kampe spillet | Mål       | Assists   | Point i alt | Udvisnings minutter |
| ------------- | --------- | --------- | ----------- | ------------------- |
| 39            | 14        | 23        | 37          | 40                  |
| Slutspil      |           |           |             |                     |
| Kampe spillet | Mål       | Assists   | Point i alt | Udvisnings minutter |
| 15            | 1         | 7         | 8           | 10                  |

#### Sæsonen 2018-19[2]
| Grundspil     | Grundspil | Grundspil | Grundspil   | Grundspil           |
| Kampe spillet | Mål       | Assists   | Point i alt | Udvisnings minutter |
| ------------- | --------- | --------- | ----------- | ------------------- |
| 38            | 12        | 19        | 31          | 44                  |
| Slutspil      |           |           |             |                     |
| Kampe spillet | Mål       | Assists   | Point i alt | Udvisnings minutter |
| 9             | 1         | 3         | 4           | 14                  |

#### Sæsonen 2019-20[2]
| Grundspil     | Grundspil | Grundspil | Grundspil   | Grundspil           |
| Kampe spillet | Mål       | Assists   | Point i alt | Udvisnings minutter |
| ------------- | --------- | --------- | ----------- | ------------------- |
|               |           |           |             |                     |
| Slutspil      |           |           |             |                     |
| Kampe spillet | Mål       | Assists   | Point i alt | Udvisnings minutter |
|               |           |           |             |                     |